# Équipe cycliste AD Renting
L'équipe cycliste AD Renting était une équipe belge de cyclisme professionnel sur route créée en 1987 et dissoute en 1989. Elle était financée principalement par la société AD Renting et dirigée par l'ancien coureur Wilfried Reybrouck.
Elle a notamment brillé en remportant le Tour de France en 1989 grâce à Greg LeMond. En 1988, elle accrocha à son palmarès deux classiques prestigieuses : Paris-Roubaix avec Dirk Demol et le Tour des Flandres grâce à Eddy Planckaert. C'est dans cette équipe que Johan Museeuw fit ses débuts en 1988 et remporte sa première victoire lors de sa première année (le GP Briek Schotte).

## Principaux Coureurs
- Eddy Planckaert
- Greg LeMond
- Dirk Demol
- Johan Museeuw
- Fons De Wolf

## AD Renting en 1987[4]
Pour sa première année, l'équipe semble taillée pour les classiques. Elle compte sur Patrick Versluys et surtout sur l'ancien vainqueur de Milan-San Remo et du Tour de Lombardie Alfons de Wolf pour glaner quelques bouquets.

Mais la première saison est quelque peu décevante avec une seule victoire, Ferdi Van Den Haute remportant le titre de champion de Belgique. Toutefois, on peut relever quelques belles places d'honneur dont la deuxième place de Patrick Versluys sur Paris-Roubaix.

### Effectif
| Coureur                | Date de naissance | Nationalité          |
| ---------------------- | ----------------- | -------------------- |
| Johan Alberts          | 24 janvier 1960   | Pays-Bas             |
| Mark Beneke            | 21 août 1959      | Afrique du Sud       |
| Gregor Braun           | 31 décembre 1955  | Allemagne de l'Ouest |
| Bruno Bruyere          | 31 décembre 1965  | Belgique             |
| Francis Castaing       | 22 avril 1959     | France               |
| Robert D'Hont          | 19 mai 1962       | Belgique             |
| Fons De Wolf           | 22 juin 1956      | Belgique             |
| John Dekeukelaere      | 21 février 1962   | Belgique             |
| Dirk Demol             | 4 novembre 1959   | Belgique             |
| Ferdi Dierickx         | 01 octobre 1962   | Belgique             |
| Henri Dorgelo          | 31 août 1964      | Pays-Bas             |
| Martin Durant          | 12 novembre 1956  | Belgique             |
| Matt Eaton             | 3 janvier 1961    | États-Unis           |
| Willy Engelbrecht      | 18 mai 1962       | Afrique du Sud       |
| Philippe Galvez        | 3 septembre 1960  | France               |
| Marnix Lameire         | 3 mars 1955       | Belgique             |
| Roland Liboton         | 6 mars 1957       | Belgique             |
| Rigobert Matt          | 10 mai 1963       | Allemagne de l'Ouest |
| John Mullan            | 9 août 1955       | Australie            |
| Patrick Onnockx        | 15 juillet 1957   | Belgique             |
| Éric Salomon           | 23 mai 1962       | France               |
| Chris Scharmin         | 9 avril 1966      | Belgique             |
| William Tackaert       | 9 août 1956       | Belgique             |
| Walter Van Den Branden | 13 avril 1963     | Belgique             |
| Ferdi Van Den Haute    | 25 juin 1952      | Belgique             |
| Marco Van Der Hulst    | 20 mai 1963       | Pays-Bas             |
| Eddy Van Hoof          | 13 mai 1959       | Belgique             |
| Eddy Van Vooren        | 6 août 1962       | Belgique             |
| Patrick Verplancke     | 26 octobre 1962   | Belgique             |
| Patrick Versluys       | 5 septembre 1959  | Belgique             |
| Luc Wallays            | 7 août 1961       | Belgique             |
| Dirk Wayenberg         | 14 septembre 1955 | Belgique             |
| Bruce Whitesel         | 14 octobre 1961   | États-Unis           |

### Victoires
| Date       | Course                                         | Pays     | Vainqueur           |
| ---------- | ---------------------------------------------- | -------- | ------------------- |
| 26/05/1987 | Championnats de Belgique de cyclisme sur route | Belgique | Ferdi Van Den Haute |

## AD Renting en 1988[7]
Avec le recrutement d'Eddy Planckaert, l'équipe revoit ses ambitions à la hausse pour cette saison 1988. Dirk Demol gagne Paris-Roubaix une semaine après la victoire d'Eddy Planckaert au Tour des Flandres. Cette année-là, Planckaert ramènera le maillot vert à Paris lors du Tour de France.

On notera l'apparition de Johan Museeuw dans le peloton professionnel. S'il sert surtout d'équipier à Eddy Planckaert, il obtient quelques bons résultats en remportant une première victoire au GP Briek Schotte et des places d'honneur sur Paris-Bruxelles (7e), et le Grand Prix d'Isbergues (2e). 

### Effectif
| Coureur              | Date de naissance | Nationalité |
| -------------------- | ----------------- | ----------- |
| Luc Colijn           | 2 mai 1958        | Belgique    |
| Gino De Baker        | 9 janvier 1963    | Belgique    |
| Fons De Wolf         | 22 juin 1956      | Belgique    |
| Dirk Demol           | 4 novembre 1959   | Belgique    |
| Ferdi Dierickx       | 01 octobre 1962   | Belgique    |
| Henri Dorgelo        | 31 août 1964      | Pays-Bas    |
| Johan Devos          | 10 mai 1966       | Belgique    |
| Frank Hoste          | 29 août 1955      | Belgique    |
| Peter Huygue         | 29 juillet 1965   | Belgique    |
| Jaanus Kuum          | 2 octobre 1964    | Norvège     |
| Marnix Lameire       | 3 mars 1955       | Belgique    |
| Roland Liboton       | 6 mars 1957       | Belgique    |
| René Martens         | 29 mai 1955       | Belgique    |
| Johan Museeuw        | 13 octobre 1965   | Belgique    |
| Patrick Onnockx      | 15 juillet 1957   | Belgique    |
| Eddy Planckaert      | 22 septembre 1958 | Belgique    |
| Chris Scharmin       | 9 avril 1966      | Belgique    |
| Noel Szostek         | 23 décembre 1966  | Belgique    |
| Frank Van Den Abeele | 3 janvier 1966    | Belgique    |
| Kurt Van Keirsbulck  | 1er octobre 1965  | Belgique    |
| Pol Verschuere       | 18 janvier 1955   | Belgique    |
| Eddy Van Vooren      | 6 août 1962       | Belgique    |
| Luc Wallays          | 7 août 1961       | Belgique    |
| Dirk Wayenberg       | 14 septembre 1955 | Belgique    |
| Willy Willems        | 17 novembre 1963  | Belgique    |

### Victoires
| Date       | Course                                           | Pays     | Vainqueur       |
| ---------- | ------------------------------------------------ | -------- | --------------- |
| 15/06/1988 | Halle-Ingooigem                                  | Belgique | Gino De Backer  |
| 10/04/1988 | Paris-Roubaix                                    | France   | Dirk Demol      |
| 10/09/1988 | Championnat des Flandres                         | Belgique | Marnix Lameire  |
| 03/04/1988 | Tour des Flandres                                | Belgique | Eddy Planckaert |
| 02/05/1988 | 1re étape des Quatre Jours de Dunkerque          | France   | Eddy Planckaert |
| 24/07/1988 | 1er du classement maillot vert du Tour de France | France   | Eddy Planckaert |
| 23/08/1988 | Grand Prix de la ville de Zottegem               | Belgique | Chris Scharmin  |

## AD Renting en 1989[8]
La saison 1989 est marquée par le retour à la compétition de Greg LeMond après deux ans d'absence à la suite de son accident de chasse du 20 avril 1987. Le pari est réussi pour AD Renting et Greg LeMond puisque celui-ci remporte le Tour de France pour 8 secondes devant Laurent Fignon.
Dirk Demol parti chez Lotto, l'équipe compte sur Eddy Planckaert pour la campagne des classiques. Il gagnera le Grand Prix E3 et finira 5e de Paris-Roubaix.
À noter, la présence du pistard multiple champion du monde Danny Clark dans l'effectif.
Sponsorisée aussi par Agrigel sur le Tour, elle y est appelée ADR-Agrigel-Bottecchia.

### Effectif
| Coureur             | Date de naissance | Nationalité          |
| ------------------- | ----------------- | -------------------- |
| Miguel Arroyo       | 6 décembre 1966   | Mexique              |
| Mike Carter         | 3 mars 1963       | États-Unis           |
| Danny Clark         | 30 août 1951      | Australie            |
| Gino De Baker       | 9 janvier 1963    | Belgique             |
| Fons De Wolf        | 22 juin 1956      | Belgique             |
| Henri Dorgelo       | 31 août 1964      | Pays-Bas             |
| Roland Günther      | 11 décembre 1962  | Allemagne de l'Ouest |
| Frank Hoste         | 29 août 1955      | Belgique             |
| Adrie Kools         | 18 janvier 1964   | Pays-Bas             |
| Jaanus Kuum         | 2 octobre 1964    | Norvège              |
| Marnix Lameire      | 3 mars 1955       | Belgique             |
| Greg LeMond         | 26 juin 1961      | États-Unis           |
| Roland Liboton      | 6 mars 1957       | Belgique             |
| René Martens        | 29 mai 1955       | Belgique             |
| Johan Museeuw       | 13 octobre 1965   | Belgique             |
| Patrick Onnockx     | 15 juillet 1957   | Belgique             |
| Eddy Planckaert     | 22 septembre 1958 | Belgique             |
| Colin Sturgess      | 15 décembre 1968  | Royaume-Uni          |
| Noel Szostek        | 23 décembre 1966  | Belgique             |
| Ronny Van Holen     | 9 mars 1959       | Belgique             |
| Pol Verschuere      | 18 janvier 1955   | Belgique             |
| Philippe Van Vooren | 6 août 1962       | Belgique             |
| Eddy Vancraeynest   | 5 février 1962    | Belgique             |
| Michel Zanoli       | 10 janvier 1968   | Pays-Bas             |

### Victoires
| Date       | Course                               | Pays     | Vainqueur       |
| ---------- | ------------------------------------ | -------- | --------------- |
| 25/03/1989 | Grand Prix E3                        | Belgique | Eddy Planckaert |
| 06/07/1989 | 5e étape du Tour de France           | France   | Greg LeMond     |
| 19/07/1989 | 16e étape du Tour de France          | France   | Greg LeMond     |
| 22/07/1989 | 19e étape du Tour de France          | France   | Greg LeMond     |
| 24/07/1989 | 21e étape du Tour de France          | France   | Greg LeMond     |
| 24/07/1989 | Classement général du Tour de France | France   | Greg LeMond     |